# Kim Nguyen
Kim Nguyen es un guionista y director de cine canadiense, nominado en 2012 a los Premios Oscar por su película War Witch. La cinta fue además la gran trinfadora de la primera edición de los Canadian Screen Awards, consiguiendo los galardones principales, entre ellos; Mejor película, Mejor director, Mejor guion, Mejor actriz y Mejor actor secundario.
Nacido en 1974 en Montreal, Quebec, de padre vietnamita y madre francocanadiense, Nguyen estudió Bellas Artes en la Universidad de Concordia, donde se graduó en 1997.

## Filmografía
- Soleil glacé (2000,cortometraje)
- Le Marais (2002)
- The Glove (2004, cortometraje)
- La chambre no. 13 (2006, televisión)
- Truffe (2008)
- La Cité (2010)
- War Witch (Rebelle) (2012)
- Le Nez (2014)
- Two Lovers and a Bear (2016)
- Bellevue (2017)

## Premios y distinciones
Premios Óscar
| Año  | Categoría                                       | Película | Resultado |
| ---- | ----------------------------------------------- | -------- | --------- |
| 2013 | Mejor película extranjera (de habla no inglesa) | Rebelle  | Nominado  |

Festival Internacional de Cine de Venecia
| Año  | Categoría      | Película      | Resultado |
| ---- | -------------- | ------------- | --------- |
| 2017 | Premio Fedeora | Eye on Juliet | Ganador   |